# مقاطعة ماديسون (تينيسي)
مقاطعة ماديسون هي مقاطعة في تينيسي، بلغ عدد سكانها 98٬294  نسمة، في 2010، عاصمتها جاكسون، تبلغ مساحتها 1٬447 كيلومتر مربع.

## الموقع
تشترك في الحدود مع:
- مقاطعة جيبسون
- مقاطعة هاردمان
- مقاطعة هايوود
- مقاطعة تشيستر
- مقاطعة كارول
- مقاطعة هندرسون
- مقاطعة كروكيت.

## التقسيمات الإدارية
- جاكسون.